# Helius manueli
Helius manueli är en tvåvingeart som beskrevs av Alexander 1972. Helius manueli ingår i släktet Helius och familjen småharkrankar. Inga underarter finns listade i Catalogue of Life.